# Ammónium-hidroxid
Az ammónium-hidroxid, (más néven szalmiákszesz, ammóniás víz, vagy E527) vízben oldott ammóniát jelöl. Technikailag az elnevezés nem helyes, mert ilyen vegyület nem izolálható, mégis leírja a vízben oldott ammónia viselkedését, ezért az elnevezés használatban van. Kémiai egyenletek számolásánál, vagy egyéb vegyületekkel való reagálás során célravezető az NH3 + H2O helyett a nem izolálható NH4OH + H2O-val számolni.
CAS száma: 1336-21-6

## Előfordulása
A vízben oldott ammóniát, vagy más néven ammónium-hidroxidot általában 30%-os töménységű, vizes oldat formájában lehet beszerezni. Néhány háztartási tisztítószer is tartalmazza.

## Kémiai tulajdonságok
Vízben oldva az ammónia a víz egy részét ionizálja, a következő reakcióegyenlet szerint:
NH3 + H2O {\displaystyle \rightleftharpoons } NH+4 + OH−
Az ammónia vizes oldata a szalmiákszesz.
Az 1M-os ammónia oldatban található ammóniamennyiség körülbelül 0,43%-a válik ammóniumionná, így pH értéke 11,63.
Az ammónium-hidroxidot a kvantitatív kémiai analízis során széles körben alkalmazzák. Mint sok más egyéb amin, a réz(II)-oldatokkal reagálva az oldatnak mélykék színt kölcsönöz. Oldja az ezüstvegyületeket. 
Az alumínium- és cinkvegyületekkel reakcióba lép, a reakció hatásaként hidrogéngáz szabadul fel. Telített hidrogén-peroxid oldattal keverve, rézion (Cu2+) jelenlétében a peroxid gyorsan elbomlik.

## Élelmiszeripari felhasználása
Élelmiszerek esetén elsősorban savanyúságot szabályozó anyagként használják, E527 néven. Előfordulhat tojásból készült élelmiszerekben, valamint kakaóban. Napi maximum beviteli mennyisége nincs meghatározva, valamint élelmiszerek esetén nincs ismert mellékhatása, mert rendkívül erős lúgossága miatt csak kis mennyiségben alkalmazható.

Felhasználása a gyógyászatban
Magyarországon ammóniapárna néven 49 évig volt kötelező tartozéka az autók elsősegélydobozának. Gyógyszerészeti lajstromszáma: OGYI13376. Általában ájultak, eszméletlenek felkeltésére használták (pl.:Kikng Kong 1975), ahogyan korábban a repülősót (Vissza a jövőbe) . A trágyából felszálló ammóniát a középkorban légúti megbetegedéseknél alkalmazták. A súlyemelők emelés előtt alkalmazzák légút tisztítóként.   Továbbá szabadalmaztatva van felső légúti és baktériumos fertőződés esetén szag, ízvesztés tünetek kezelésére. Egyiptomban AMMÓN isten volt a neve.

Felhasználása az építésben
Egyiptomban pl. a vörös piramisban is, amit büdös piramisnak neveznek , a szintetikus mészkövekhez szalmiáksó van keverve és nátron vagy vízüveg hatására a kövek kötése közben melléktermékként ammónia szabadul fel . Az ammónia a levegőben szem irritációt okoz (kicsit csípi) , a légzés nehézkes lesz. Mumifikálási eljárásban is használatos. 3% alatt szerves anyagok rothadását felgyorsítja, 5% felett megállítja.